# Pterodroma pycrofti
Pterodroma pycrofti е вид птица от семейство Procellariidae. Видът е световно застрашен, със статут Уязвим.

## Разпространение
Видът е разпространен в Малки далечни острови на САЩ, Нова Зеландия, САЩ и Уолис и Футуна.